# Caridina hainanensis
Caridina hainanensis е вид десетоного от семейство Atyidae.

## Разпространение
Видът е разпространен в Китай (Хайнан).